# Ports-sur-Vienne
 Ports-sur-Vienne  es una población y comuna francesa, situada en la región de  Centro, departamento de Indre y Loira, en el distrito de Chinon y cantón de Sainte-Maure-de-Touraine.

## Historia
La comuna se denominó Ports hasta el 25 de febrero de 2020.

## Demografía
| 458 | 437 | 406 | 345 | 343 | 347 |
| Para los censos de 1962 a 1999 la población legal corresponde a la población sin duplicidades (Fuente: INSEE [Consultar]) |     |     |     |     |     |